# Sebastian Knauer (Pianist)

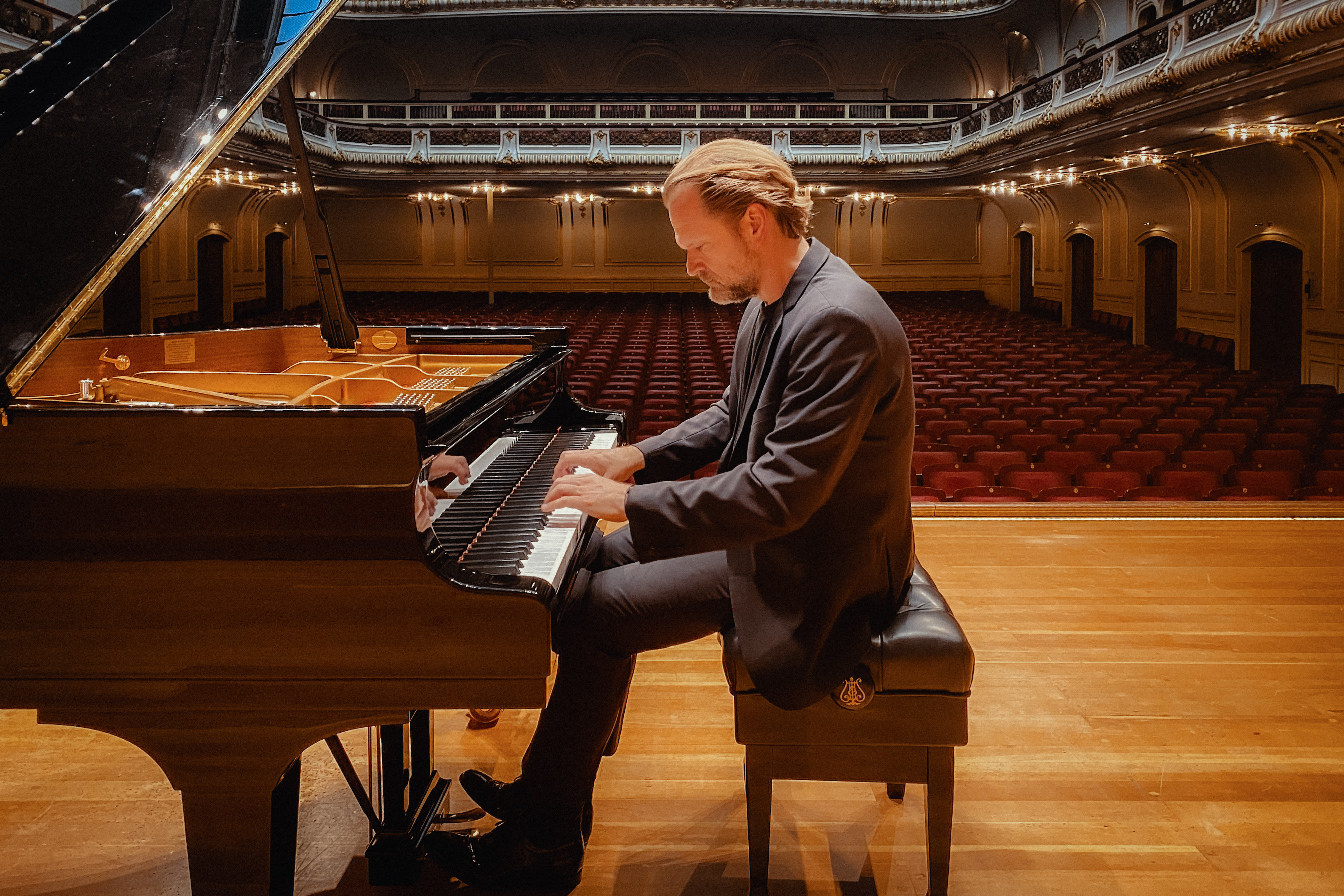
Sebastian Knauer am Flügel in der Laeiszhalle

Sebastian Knauer (* 29. Juli 1971 in Hamburg) ist ein deutscher klassischer Pianist.

## Leben

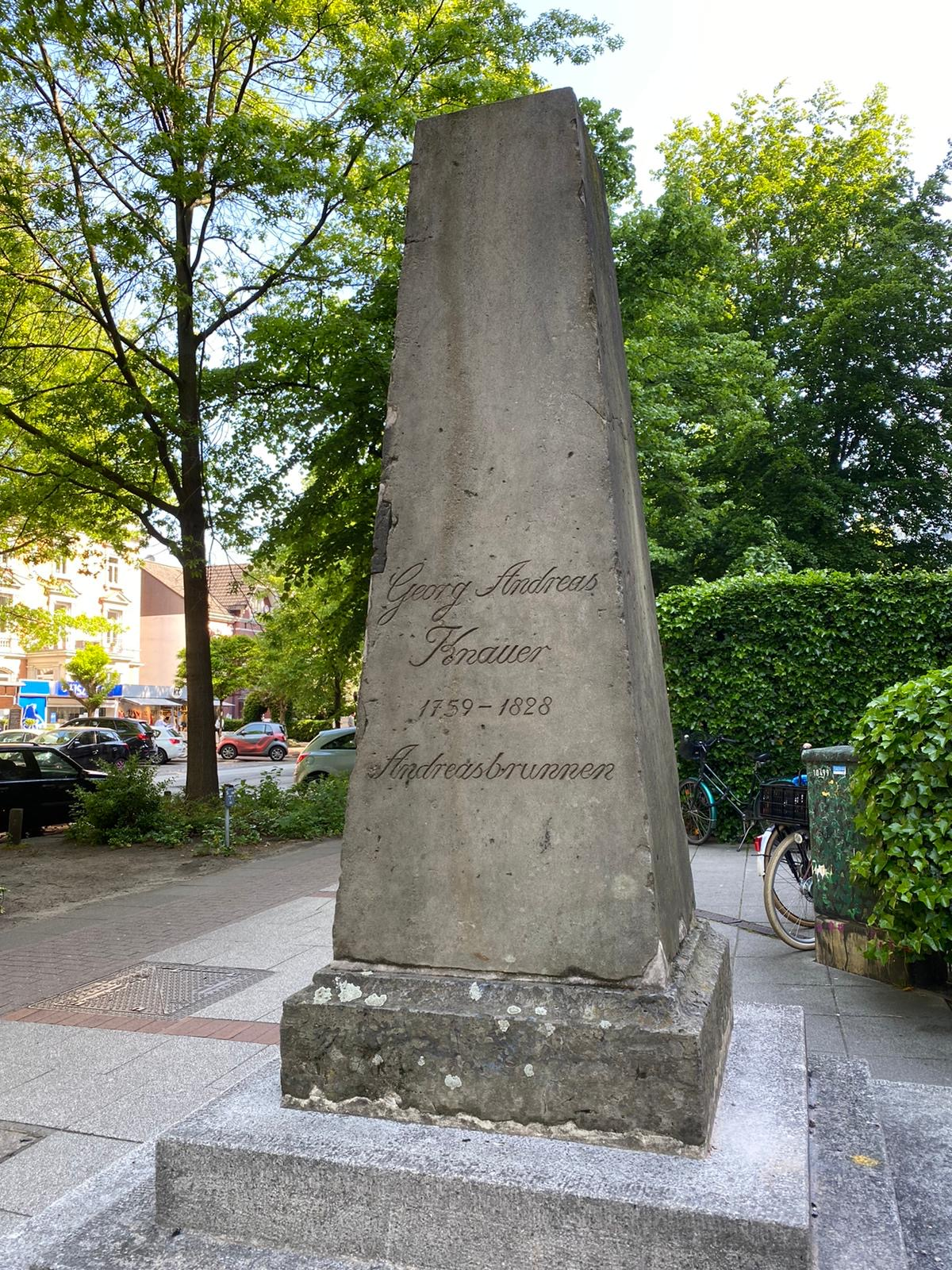
Das Denkmal für Sebastian Knauers Vorfahren Georg Andreas Knauer in Hamburg

Im Alter von fünf Jahren begann Sebastian Knauer mit dem Klavierspiel. Er eröffnete u. a. den Kongress für hochbegabte Kinder 1985 in Hamburg. Sein Konzertdebüt gab er 1984 in der Laeiszhalle in Hamburg. Mit 17 Jahren wurde ihm der wichtige Eduard-Söring-Preis der Stiftung zur Förderung der Hamburgischen Staatsoper verliehen.
Er studierte in Hamburg bei Gernot Kahl, der ihm die Anschlagskultur seiner Lehrer Edwin Fischer und Géza Anda weitergegeben hat. Weiterhin studierte Sebastian Knauer bei Karl-Heinz Kämmerling in Hannover und bekam Unterricht bei Philippe Entremont, unter dessen Dirigat er zudem weltweit konzertierte, auch an zwei Klavieren. Weitere Unterrichtskurse bekam er bei Sir András Schiff und Alexis Weissenberg.
Sebastian Knauer entstammt einer alten Hamburger Kaufmannsfamilie. Zu Ehren seines Vorfahren Georg Andreas Knauer (1759–1828) findet sich noch heute ein Denkmal an der Eppendorfer Landstraße in Hamburg. Sein Vater Wolfgang Knauer (1942–2018) war Journalist und viele Jahre für den Norddeutschen Rundfunk tätig, u. a. als Leiter von NDR Kultur und als Erfinder und Redakteur der Satire-Sendung Reißwolf. Seine Mutter Christa Knauer wurde für ihre ehrenamtlichen Tätigkeiten mit dem Bundesverdienstkreuz ausgezeichnet.
Sebastian Knauer lebt mit seiner Frau und seinen beiden Kindern in Hamburg.

## Klavierkunst
Mit dem Dirigenten Sir Roger Norrington verbindet er seit vielen Jahren eine Zusammenarbeit. 2006 hat er mit ihm und der Camerata Salzburg eine Mozart-CD bei Warner Classics veröffentlicht.
Zwischen 1999 und 2001 spielte und leitete Sebastian Knauer in einem für ihn konzipierten Konzertzyklus in Hamburg alle 27 Klavierkonzerte von W.A. Mozart zusammen mit dem Philharmonischen Staatsorchester Hamburg.
2009 spielte und leitete er sämtliche Klavierkonzerte von Joseph Haydn zusammen mit den Bamberger Symphonikern.
Sebastian Knauer gibt im Rahmen seiner Tourneen immer wieder Meisterkurse, u. a. in Deutschland, Frankreich, Italien, Japan, USA und China.

## Wirken (Auszüge)
- 1991 Laeiszhalle Hamburg, Philharmonisches Staatsorchester Hamburg, Dirigent Gerd Albrecht, Robert Schumann Klavierkonzert op. 54
- 1994 Gewandhaus Leipzig, MDR-Sinfonieorchester, Dirigent Philippe Entremont, W.A. Mozart Klavierkonzert KV 537
- 1996 Gewandhaus Leipzig, MDR-Sinfonieorchester, Dirigent Neeme Järvi, W. A. Mozart Klavierkonzert KV 459
- 1997 Concertgebouw Amsterdam, Netherlands Chamber Orchestra, Dirigent Philippe Entremont, George Gershwin, Rhapsody in Blue
- 1998 Lincoln Center Festival New York, Leonard Bernstein, Anniversaries für Klavier in der Ballettrevue Bernstein Dances von John Neumeier.
- 2001 Beethovenfest Bonn, Philharmonisches Staatsorchester Hamburg, Dirigent Ingo Metzmacher, Charles Ives 4. Sinfonie
- 2002 Salzburger Festspiele, Großer Saal Mozarteum, Rezital mit Daniel Hope
- 2007 Concertgebouw Amsterdam, Netherlands Philharmonic Orchestra, Dirigent Jaap van Zweden, W.A. Mozart Doppelkonzert KV 315
- 2008 Philharmonie Köln, Staatskapelle Dresden, Dirigent Fabio Luisi, L.v. Beethoven Klavierkonzert Nr. 1 op. 15
- 2017 Für die CD-Einspielung von ÜberBach, von Arash Safaian für ihn komponiert, erhielt er den ECHO-Klassik-Preis und war mehrere Wochen in den Klassik- (Platz 11) und iTunes-Charts (Platz 5)

## Projekte

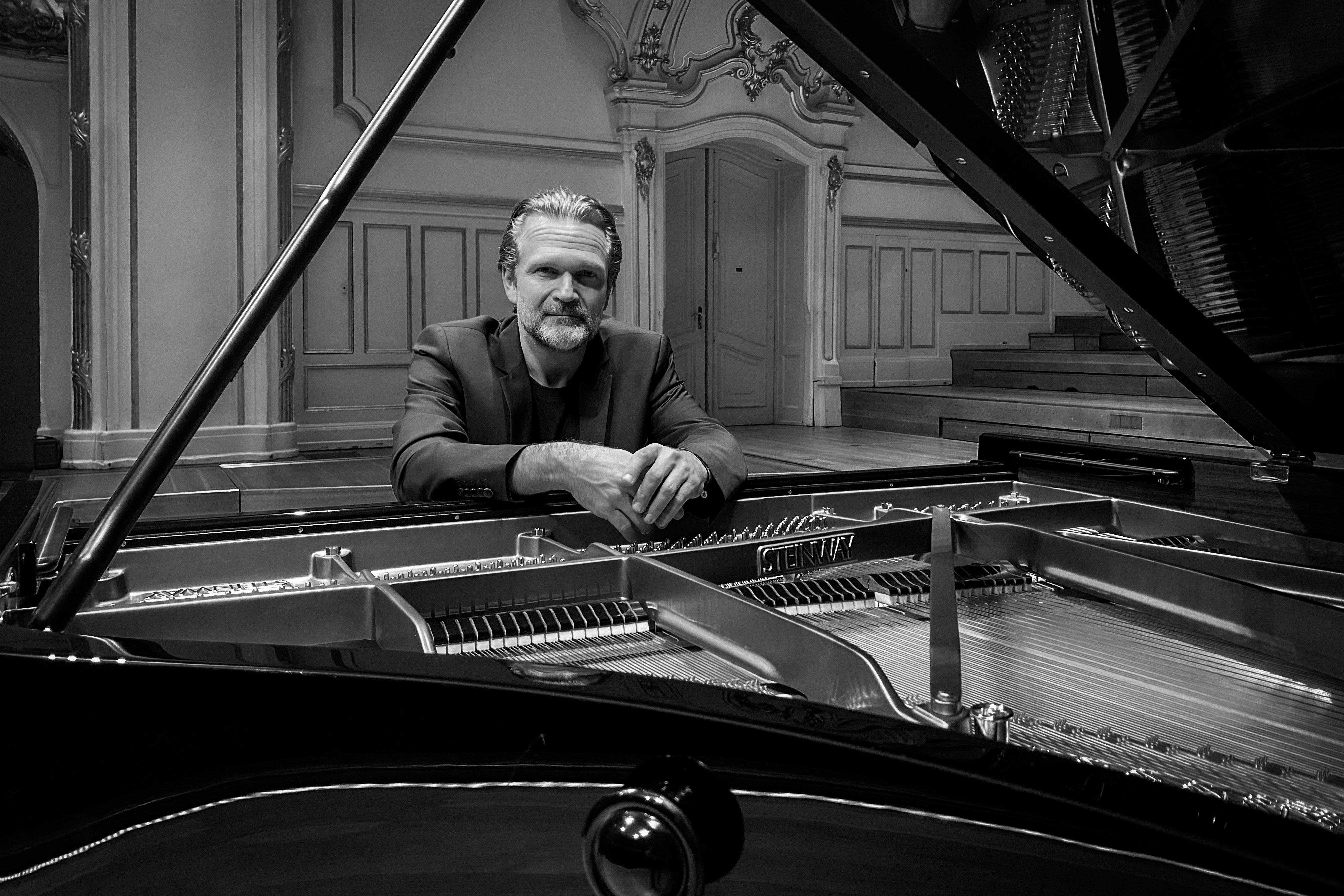
Sebastian Knauer am Klavier

Knauer entwickelte einige Projekte im Bereich der klassischen Musik. So startete er mit der Schauspielerin Hannelore Elsner im Jahr 2000 seine Reihe Wort trifft Musik mit dem von ihm konzipierten Programm George Sand und Frédéric Chopin - Ein Winter auf Mallorca, die Wahrheit !. Seither hat er in über 50 weiteren Projekten dieser Art mit Schauspielern wie Martina Gedeck, Hannelore Hoger, Iris Berben, Katja Riemann, Klaus Maria Brandauer und Ulrich Tukur zusammengearbeitet.
2018 konzertierte er zum 100. Geburtstag von Leonard Bernstein gemeinsam mit dessen Tochter Jamie Bernstein in Deutschland, den USA und Kanada, um in Wort und Musik an den Komponisten und Dirigenten zu erinnern.
2016 war er Mitbegründer des Projekts „Hamburger Piano Sommer“, wo er gemeinsam mit den Pianisten Martin Tingvall, Axel Zwingenberger und Joja Wendt vier verschiedene Genres in einem Konzert verbindet, welches seitdem jährlich stattfindet.
Sebastian Knauer gründete 2011 das Festival „mozart@augsburg“, das er seither auch künstlerisch leitet.
Seit 2017 ist er zudem künstlerischer Leiter der Internationalen Musikfestwoche auf Schloss Berleburg unter der Schirmherrschaft der Dänischen Prinzessin Benedikte.
2020 startete er ein weiteres Festival unter dem Namen Ludwig FUN Beethoven in der Stadt Aachen, das er ebenfalls künstlerisch leitet. Dieses Festival musste allerdings aufgrund der Covid-19-Pandemie in das Jahr 2021 verschoben werden und fand ausschließlich digital statt.
Er konzertiert regelmäßig mit Partnern wie dem Emerson String Quartet, Daniel Hope, Renaud Capuçon, Sabine Meyer, Albrecht Mayer, Sol Gabetta, Anne Sofie von Otter und Hermann Prey.

## Orchester und Konzerte
Sebastian Knauer spielte unter anderem im Konzerthaus und der Philharmonie in Berlin, der Kölner und Münchner Philharmonie, dem Gewandhaus Leipzig, dem Concertgebouw Amsterdam, der Wigmore Hall London, dem Théatre des Champs - Elysées Paris, der Tonhalle Zürich, dem Wiener Konzerthaus, dem Auditori Barcelona, dem Sala Verdi Mailand, oder in Übersee dem Lincoln Center New York, der Koerner Hall Toronto, dem Herbst Theater San Francisco, der Knight Concert Hall Miami, dem Téatro Municipal in Sao Paulo und Rio de Janeiro, der Oriental Concert Hall in Shanghai, dem NCPA Peking, der Forbidden City Concert Hall Peking, der Toppan Hall Tokio oder dem Performing Arts Center Hongkong.
Weitere Orchester, mit denen er konzertierte sind u. a. das NDR Elbphilharmonie Orchester, das Konzerthausorchester Berlin, das Philharmonia Zürich, das Bournemouth Symphony, das Orchestre de Chambre de Paris, das Wiener Kammerorchester, die Camerata Salzburg, das Chamber Orchestra of Europe, das Israel Chamber Orchestra, das New York City Opera Orchestra, das New Century Chamber Orchestra San Francisco und das Shanghai Philharmonic geleitet u. a. von Thomas Hengelbrock, Simone Young, Michael Sanderling, Markus Poschner, Thomas Dausgaard oder Alexander Shelley.
Er ist regelmäßiger Gast auf Festivals wie dem Schleswig-Holstein Musik Festival, bei den Festspielen Mecklenburg-Vorpommern, dem Rheingau Musikfestival, Klavierfestival Ruhr, Beethovenfest Bonn, Musikfest Bremen, Schubertiade Hohenems, Jeunesse Wien, den Harzburger Musiktagen, Salzburger Festspielen, Menuhin Festival Gstaad, Septembre Musical Vevey/Montreux, Bath Mozartfest, Festival de Colmar, Lincoln Center Festival New York, Ravinia Festival, Savannah Music Festival, Santo Domingo Festival sowie dem Shanghai Arts Festival.

## Repertoire
Arash Safaian schrieb zwei Konzertzyklen für Sebastian Knauer: ÜberBach (2016) und This is (not) Beethoven - Variations for Piano & Orchestra (2019).
Auf seiner Debüt-CD von 1998 spielte Sebastian Knauer Klavierwerke von George Gershwin und die Soloversion der Rhapsody in Blue ein.
1999 kombinierte er Vater und Sohn Mozart und nahm ein Klavierkonzert des Mozart-Sohns Franz Xaver Mozart auf.
2004 spielte er auf einem nachgebauten Luthéal gemeinsam mit Daniel Hope die CD East meets West ein.
2007 veröffentlichte er eine Weltersteinspielung einer vergessenen Klaviersonate von Schubert, der Sonate Oubliée, die von Jörg Demus entdeckt wurde.
2009 widmete er sich den Liedern ohne Worte von Felix Mendelssohn und konnte erneut einige Stücke als Weltersteinspielung veröffentlichen.
Auf Bach & Sons und Bach & Sons 2 stellte er Klavierkonzerte von Johann Sebastian Bach und seinen Söhnen Carl Philipp Emanuel und Johann Christian gegenüber.

## Diskografie
- 2024 Hollywood, mit Diana Newman (Sopran), Harry Ermer (Mundharmonika) u. a. sowie dem Deutschen Symphonie-Orchester Berlin (Warner Classics)
- 2020 „This is (not) Beethoven“ Variations for Piano & Orchestra by Arash Safaian (BMG / Modern Recordings)
- 2019 L.v. Beethoven, Werke für Violine & Klavier mit Daniel Hope (Deutsche Grammophon)
- 2016 Porträt mit Werken von J.S. Bach, F. Mendelssohn, F. Schubert, W.A. Mozart, F. Chopin und F. Schubert (Berlin Classics)
- 2016 Bach & Sons II mit Werken von J.S. Bach, J.C. Bach und C.P.E. Bach (Berlin Classics)
- 2016 ÜberBach by Arash Safaian (Berlin Classics/Neue Meister)
- 2013 Vienna 1789 mit Werken von W.A. Mozart, J. Haydn, L. van Beethoven (Berlin Classics)
- 2011 Bach & Sons mit Werken von J.S. Bach, J.C. Bach und C.P.E. Bach (Berlin Classics)
- 2009 Pure Mendelssohn (Berlin Classics)
- 2007 Franz Schubert, Klavierwerke (Berlin Classics)
- 2007 Joseph Haydn, Klavierkonzerte (Naxos)
- 2007 Felix Mendelssohn, Lieder für Violine und Klavier, Daniel Hope (Deutsche Grammophon)
- 2006 Harlekin sucht Columbine, Mozart und die Frauen (Berlin Classics)
- 2005 W.A. Mozart, Klavierkonzerte (Warner Classics)
- 2004 East meets West, mit Werken von B. Bartók, M. Ravel, A. Schnittke, R. Shankar mit Daniel Hope (Warner Classics)
- 2004 In einem Weltmeer von Harmonie – Bettina von Arnim und Ludwig van Beethoven (Deutsche Grammophon)
- 2002 Ein Winter auf Mallorca – Die Wahrheit mit Musik von F. Chopin (Berlin Classics)
- 2001 J. Brahms, C. Schumann, J. Joachim, Violine & Klavier, Daniel Hope (Deutsche Grammophon)
- 2001 Samuel Barber, Leonard Bernstein, Aaron Copland (Berlin Classics)
- 2000 Nocturnes*Träumereien*Reveries mit Werken von E. Satie, J.S. Bach, F. Chopin, J. Brahms, L. van Beethoven, P. Tschaikowsky, F. Mendelssohn, C. Debussy, F. Schubert und R. Schumann (Glissando)
- 1999 W.A. Mozart / Franz Xaver Mozart – Klavierkonzerte (Berlin Classics)
- 1998 Bernstein Dances (Deutsche Grammophon)
- 1998 Franz Schubert – Klavierwerke (Berlin Classics)
- 1998 George Gershwin – Rhapsody in Blue (Glissando)

## Trivia
Am 13. Juli 2017 organisierte er zusammen mit dem Hamburger Abendblatt ein Sonderkonzert für über 1000 Polizisten und Polizistinnen mit ihren Partnern im großen Saal der Elbphilharmonie Hamburg. Das Konzert nannte er „RESPEKT“, als ein Zeichen der Anerkennung für deren Einsatz im Rahmen der Ausschreitungen während des G20-Gipfels in seiner Heimatstadt. Zusammen mit dem Zürcher Kammerorchester und Pascal Schumacher spielte er das Werk ÜberBach von Arash Safaian. Für dieses Konzert wurde Sebastian Knauer mit dem „Polizeistern 2018“ vom Hamburger Polizeipräsidium ausgezeichnet.
2003 spielte Sebastian Knauer in Shanghai ein Open Air Benefizkonzert für die Opfer der SARS-Epidemie in China, das landesweit im Fernsehen übertragen wurde.
2002 spielte er für den amerikanischen Präsidenten Bill Clinton anlässlich eines Empfangs von „Werkstatt Deutschland“ am 12. Jahrestag der Wiedervereinigung Deutschlands im Hotel Adlon Berlin.